# Eremochernes
Eremochernes är ett släkte av spindeldjur. Eremochernes ingår i familjen tvåögonklokrypare.
Kladogram enligt Catalogue of Life:
| Eremochernes | \| \| Eremochernes gracilipes \| \| \| \| \| \| Eremochernes secundus \| \| \| \| |
|              | \| \| Eremochernes gracilipes \| \| \| \| \| \| Eremochernes secundus \| \| \| \| |
|              | Eremochernes gracilipes                                                           |
|              |                                                                                   |
|              | Eremochernes secundus                                                             |
|              |                                                                                   |